# Przemysław Tytoń
Przemysław Tytoń (Zamość, 4 gennaio 1987) è un calciatore polacco, portiere del Twente.

## Carriera

### Club
Cresciuto nel Górnik Łęczna e esploso con la maglia del Roda JC nei Paesi Bassi, il 16 agosto 2011 passa in prestito al PSV.
Il 18 novembre seguente durante la partita tra PSV e Ajax viene colpito con un calcio alla testa dal compagno di squadra Timothy Derijck che non è riuscito ad evitare l'impatto. Tytoń è svenuto per circa 10 minuti. Trasportato in ospedale, gli è stato diagnosticato un forte trauma cranico. Non gli è stato trovato niente di rotto e già il giorno dopo è stato dimesso dall'ospedale.
Con l'avvento di Phillip Cocu in panchina, sostituisce Andreas Isaksson a partire dal mese di marzo 2012.
Nella stagione 2014-2015 difende i pali dell'Elche, che non riesce però a rimanere in prima divisione retrocedendo in Segunda Division. Si trasferisce poi in Germania nelle file dello Stoccarda, anche quest'anno retrocedendo in 2. Bundesliga (44 anni dopo l'ultima volta per il club tedesco) e subendo ben 61 reti.
Dal 2016 al 2018 gioca nel Deportivo, collezionando soltanto 15 presenze e subendo 27 reti. Anche questa volta colleziona una retrocessione, avvenuta alla fine del campionato 2017-2018

### Nazionale
Esordisce in Nazionale maggiore il 29 maggio 2010, in un'amichevole terminata senza reti contro la Finlandia. Colleziona poi altre presenze più o meno regolarmente nel 2010

#### Euro 2012
Viene convocato ad Euro 2012, proprio ospitati in Polonia e Ucraina. Il portiere riesce ad esordire già alla prima giornata, nel pareggio per 1-1 contro la Grecia: infatti al minuto 70 il portiere Szczesny viene espulso dopo aver causato un fallo da rigore su Salpingidis. Tyton entra e para il rigore a Karagounis, non subendo poi altre reti nel corso della partita.
Il portiere viene poi anche schierato nelle due giornate successive, dove subisce 2 reti e non riesce ad evitare l'eliminazione dei polacchi, che finiscono ultimi nel loro girone

#### 2012-2016
Dopo il deludente Europeo, il portiere viene ancora regolarmente schierato in alcune amichevoli e partite di qualificazioni ai Mondiali 2014 fino al novembre 2012.
Non viene poi schierato per quasi 4 anni, sino al 26 marzo 2016, quando torna a giocare una partita con la sua nazionale in amichevole proprio contro la Finlandia, squadra contro cui aveva esordito 6 anni prima, subentrando a Boruc al 45º.

## Statistiche

### Cronologia presenze e reti in nazionale
| Cronologia completa delle presenze e delle reti in nazionale ― Polonia | Cronologia completa delle presenze e delle reti in nazionale ― Polonia | Cronologia completa delle presenze e delle reti in nazionale ― Polonia | Cronologia completa delle presenze e delle reti in nazionale ― Polonia | Cronologia completa delle presenze e delle reti in nazionale ― Polonia | Cronologia completa delle presenze e delle reti in nazionale ― Polonia | Cronologia completa delle presenze e delle reti in nazionale ― Polonia | Cronologia completa delle presenze e delle reti in nazionale ― Polonia |
| Data                                                                   | Città                                                                  | In casa                                                                | Risultato                                                              | Ospiti                                                                 | Competizione                                                           | Reti                                                                   | Note                                                                   |
| ---------------------------------------------------------------------- | ---------------------------------------------------------------------- | ---------------------------------------------------------------------- | ---------------------------------------------------------------------- | ---------------------------------------------------------------------- | ---------------------------------------------------------------------- | ---------------------------------------------------------------------- | ---------------------------------------------------------------------- |
| 29-5-2010                                                              | Kielce                                                                 | Polonia                                                                | 0 – 0                                                                  | Finlandia                                                              | Amichevole                                                             | -                                                                      |                                                                        |
| 11-8-2010                                                              | Stettino                                                               | Polonia                                                                | 0 – 3                                                                  | Camerun                                                                | Amichevole                                                             | -2                                                                     | 46’                                                                    |
| 7-9-2010                                                               | Cracovia                                                               | Polonia                                                                | 1 – 2                                                                  | Australia                                                              | Amichevole                                                             | -2                                                                     |                                                                        |
| 12-10-2010                                                             | Montréal                                                               | Ecuador                                                                | 2 – 2                                                                  | Polonia                                                                | Amichevole                                                             | -2                                                                     |                                                                        |
| 2-9-2011                                                               | Varsavia                                                               | Polonia                                                                | 1 – 1                                                                  | Messico                                                                | Amichevole                                                             | -1                                                                     |                                                                        |
| 8-6-2012                                                               | Varsavia                                                               | Polonia                                                                | 1 – 1                                                                  | Grecia                                                                 | Euro 2012 - 1º turno                                                   | -                                                                      | 70’                                                                    |
| 12-6-2012                                                              | Varsavia                                                               | Polonia                                                                | 1 – 1                                                                  | Russia                                                                 | Euro 2012 - 1º turno                                                   | -1                                                                     |                                                                        |
| 16-6-2012                                                              | Breslavia                                                              | Polonia                                                                | 0 – 1                                                                  | Rep. Ceca                                                              | Euro 2012 - 1º turno                                                   | -1                                                                     |                                                                        |
| 7-9-2012                                                               | Podgorica                                                              | Montenegro                                                             | 2 – 2                                                                  | Polonia                                                                | Qual. Mondiali 2014                                                    | -2                                                                     |                                                                        |
| 11-9-2012                                                              | Breslavia                                                              | Polonia                                                                | 2 – 0                                                                  | Moldavia                                                               | Qual. Mondiali 2014                                                    | -                                                                      |                                                                        |
| 12-10-2012                                                             | Varsavia                                                               | Polonia                                                                | 1 – 0                                                                  | Sudafrica                                                              | Amichevole                                                             | -                                                                      |                                                                        |
| 17-10-2012                                                             | Varsavia                                                               | Polonia                                                                | 1 – 1                                                                  | Inghilterra                                                            | Amichevole                                                             | -1                                                                     |                                                                        |
| 14-11-2012                                                             | Danzica                                                                | Polonia                                                                | 1 – 3                                                                  | Uruguay                                                                | Amichevole                                                             | -2                                                                     | 45’                                                                    |
| 26-3-2016                                                              | Breslavia                                                              | Polonia                                                                | 5 – 0                                                                  | Finlandia                                                              | Amichevole                                                             | -                                                                      | 46’                                                                    |
| Totale                                                                 |                                                                        | Presenze                                                               | 14                                                                     |                                                                        | Reti                                                                   | -14                                                                    |                                                                        |

## Palmarès

### Club

#### Competizioni nazionali
- Eredivisie: 1

Ajax: 2021-2022
- Coppa dei Paesi Bassi: 1

PSV Eindhoven: 2011-2012
- Supercoppa dei Paesi Bassi: 1

PSV Eindhoven: 2012